# 牙买加工党
牙买加工党（英語：Jamaica Labour Party，缩写为JLP）是牙买加的一个政党。它是牙买加的两个主要政党之一，另一个是人民民族党。不同於其他國家的工黨，该党的立場屬中间偏右，意識形態屬保守主义，但仍長期支持該國的勞工運動。

## 历史
该党由Alexander Bustamante于1943年领导创建，在1944年的议会选举中赢得32席的22席。
1972年开始败给人民民族党。1980年赢得51席。1989年再次失败一直到2007年。
2007年9月的选举中赢得32席再次执政。2011年12月29日，该党获得63席中的22席，再次败给获得41席的人民民族党，但於4年後再次執政。

## 历任领袖
- Sir Alexander Bustamante (1943–1974)
- Sir Donald Sangster (代理: 1965–1967)
- Hugh Shearer (代理: 1967–1974)
- Edward Seaga  (1974-2005)
- Bruce Golding (2005–2011)
- Andrew Holness(2011至今)